# OPUS (Dokumentenserver)
OPUS ist eine freie Software unter der GNU General Public License zum Betrieb eines Dokumentenservers. Sie stellt Werkzeuge zur Erfassung, Speicherung und Weiterverbreitung von digitalen Ressourcen zur Verfügung und wird meist in Universitäten, Bibliotheken und Forschungseinrichtungen für ein „Institutional Repository“ eingesetzt.

## Geschichte
OPUS, ursprünglich als Akronym für Online Publikationsverbund der Universität Stuttgart, wurde mit Unterstützung des DFN-Vereins 1997 und 1998 an der Universität Stuttgart vom Rechenzentrum und der Universitätsbibliothek entwickelt. OPUS wird an zahlreichen Hochschulen und Bibliotheksverbünden eingesetzt und wurde bis 2010 kooperativ weiterentwickelt.
Seit Dezember 2010 hat der Kooperative Bibliotheksverbund Berlin-Brandenburg (KOBV) am Konrad-Zuse-Zentrum für Informationstechnik Berlin die Entwicklung und Leitung des Projekts übernommen. Die Abkürzung OPUS wird seitdem nicht mehr als Akronym gebraucht, da der lokale Bezug zur Universität Stuttgart nicht mehr besteht.
In Deutschland wird die Software OPUS am häufigsten für den Betrieb von Open-Access-Repositorien eingesetzt (ein 2012 durchgeführter Zensus ermittelte eine Häufigkeit von 77 Repositorien auf Basis von OPUS, Stand 2019 sind mehr als 100 Repositorien auf Basis von OPUS im Betrieb). Dabei wird OPUS sowohl von den Hochschulen in Eigenregie betrieben als auch im Rahmen von Hostingangeboten durch die deutschen Bibliotheksverbünde. Die zahlenmäßig größten OPUS-Hostingangebote in Deutschland betreiben der KOBV und das Bibliotheksservice-Zentrum Baden-Württemberg (BSZ) mit jeweils über 50 Instanzen.

## Entwicklung
Die Entwicklung der aktuellen Version OPUS 4 wird durch den KOBV am Konrad-Zuse-Zentrum für Informationstechnik Berlin durchgeführt.
Die frühere Entwicklungsarbeit wurde vom Bibliotheksservice-Zentrum Baden-Württemberg und der Universitätsbibliothek Stuttgart koordiniert. Hauptentwicklungspartner waren Sächsische Landesbibliothek – Staats- und Universitätsbibliothek Dresden (SLUB), Universitätsbibliothek Bielefeld, Saarländische Universitäts- und Landesbibliothek Saarbrücken (SULB), Universitätsbibliothek der Technischen Universität Hamburg-Harburg, Kooperativer Bibliotheksverbund Berlin-Brandenburg (KOBV) und Hochschulbibliothekszentrum des Landes Nordrhein-Westfalen (hbz).

## Technik
OPUS 3.x ist in PHP 4 geschrieben. Der Nachfolger OPUS 4 ist in PHP 7.1 entwickelt und basiert auf dem Zend Framework und der Suchmaschine Solr. Die Datenhaltung erfolgt in einer MySQL-Datenbank. Beide Versionen sind für LAMP-Umgebungen ausgelegt.

## Funktionalität
OPUS stellt ein einfaches Container-System für beliebige Objekte und Formate dar. Diese können über eine Webschnittstelle eingebracht, verwaltet und mit beschreibenden Daten (Metadaten) versehen werden. Die Objekte selbst werden, außer für eine Volltextsuche, serverseitig nicht weiter aufbereitet. Die Metadaten können wiederum an unterschiedliche Suchdienste, wie beispielsweise Suchmaschinen, die Deutsche Nationalbibliothek, den Südwestdeutscher Bibliotheksverbund, OAI-Service-Provider und andere übergeben werden.
Des Weiteren unterstützt OPUS Uniform Resource Names (URN) und Digital Object Identifiers (DOI) zur persistenten Identifizierung von Objekten. Ein Lizenzmodul ermöglicht es, unterschiedliche Nutzungslizenzen, wie die DPPL oder Creative Commons, für die Objekte einzurichten und anzubieten. OPUS unterstützt zudem das OAI-PMH 2.0-Protokoll sowie das Format XMetaDiss der Deutschen Nationalbibliothek und das Format XMetaDissPlus des Bibliotheksservice-Zentrums Baden-Württemberg.
Zur Sicherung der Authentizität der Dokumente verwendet OPUS Prüfsummen. Ab Version OPUS 4.6+ bietet das System eine Schnittstelle für Simple Web-service Offering Repository Deposit (SWORD Version 1.3) und unterstützt die automatische Generierung und Registrierung von DOIs bei DataCite.